# Vlk arabský
Vlk arabský (Canis lupus arabs) je nejmenší poddruh vlka obecného. Dříve obýval celý Arabský poloostrov, ale nyní žije jen v malé části jižního Izraele, v Kuvajtu, Ománu, Jemenu, Jordánsku, Saúdské Arábii a pravděpodobně v některých místech na Sinajském poloostrově v Egyptě. Výskyt v Iráku a Sýrii je nejistý, respektive není zřejmé, zda v případě místních vlků nejde výhradně o poddruh Canis lupus pallipes. Ve Spojených arabských emirátech nebyl ve volné přírodě spatřen od 80. let 20. století.

## Nomenklatura
Vlk arabský, trinomickým jménem Canis lupus arabs, je uznávaným poddruhem vlka obecného, jehož vědecky zařadil Reginald Innes Pocock v roce 1934. V arabštině se nazývá theeb, hebrejsky pak ze´ev Aravi, anglicky se mu někdy říká desert wolf. Možným problémem statusu této subspecie je předpokládaný genetický mix se psem domácím.

## Popis
Arabský vlk je malý, štíhlý, pouštní vlk. Na délku měří 70 až 80 cm a výšku v kohoutku má 40 až 65 centimetrů. Ocas je 30 až 34 cm dlouhý a má černou špičku. Dospělci váží v průměru 18 až 20 kg. Pohlavní dimorfismus není nijak zásadní. Samci odchycení v Negevské poušti vážili mezi 17,4 a 22,5 kg, samice mezi 15,7 a 18,9 kg. Jeho uši jsou v poměru k velikosti těla ve srovnání s jinými poddruhy větší, přizpůsobené k rozptýlení tělesného tepla. V létě má krátkou, řídkou srst, ale delší chlupy na zádech mu dlouho zůstávají. Pravděpodobně jde o adaptaci zlepšující ochranu před slunečním zářením. Zimní srst je dlouhá, ale je kratší, než u „severních” vlků. Zbarvení srsti kolísá od světle hnědé po šedožlutou. Srst na tvářích má obvykle bílou barvu. Většina jedinců má žluté oči, ale někteří mají oči hnědé, zřejmě v důsledku křížení se zdivočelými psy. Arabští vlci se liší od jiných vlků tím, že prostřední dva prsty jejich tlapek jsou srostlé. V porovnání s vlkem indickým má světlejší srst, je v průměru o něco menší a má úměrně menší hlavu.
Celkově je vlk arabský štíhlé tělesné konstituce, což je dáno teplým prostředím a prakticky neustálým aktivním sháněním potravy, která je v pouštních a polopouštních oblastech poměrně vzácná.
U vlka arabského byl zaznamenán i melanismus. Černí vlci se vyskytují především v západní části Saúdské Arábie, zvláště ve vlhčích oblastech.

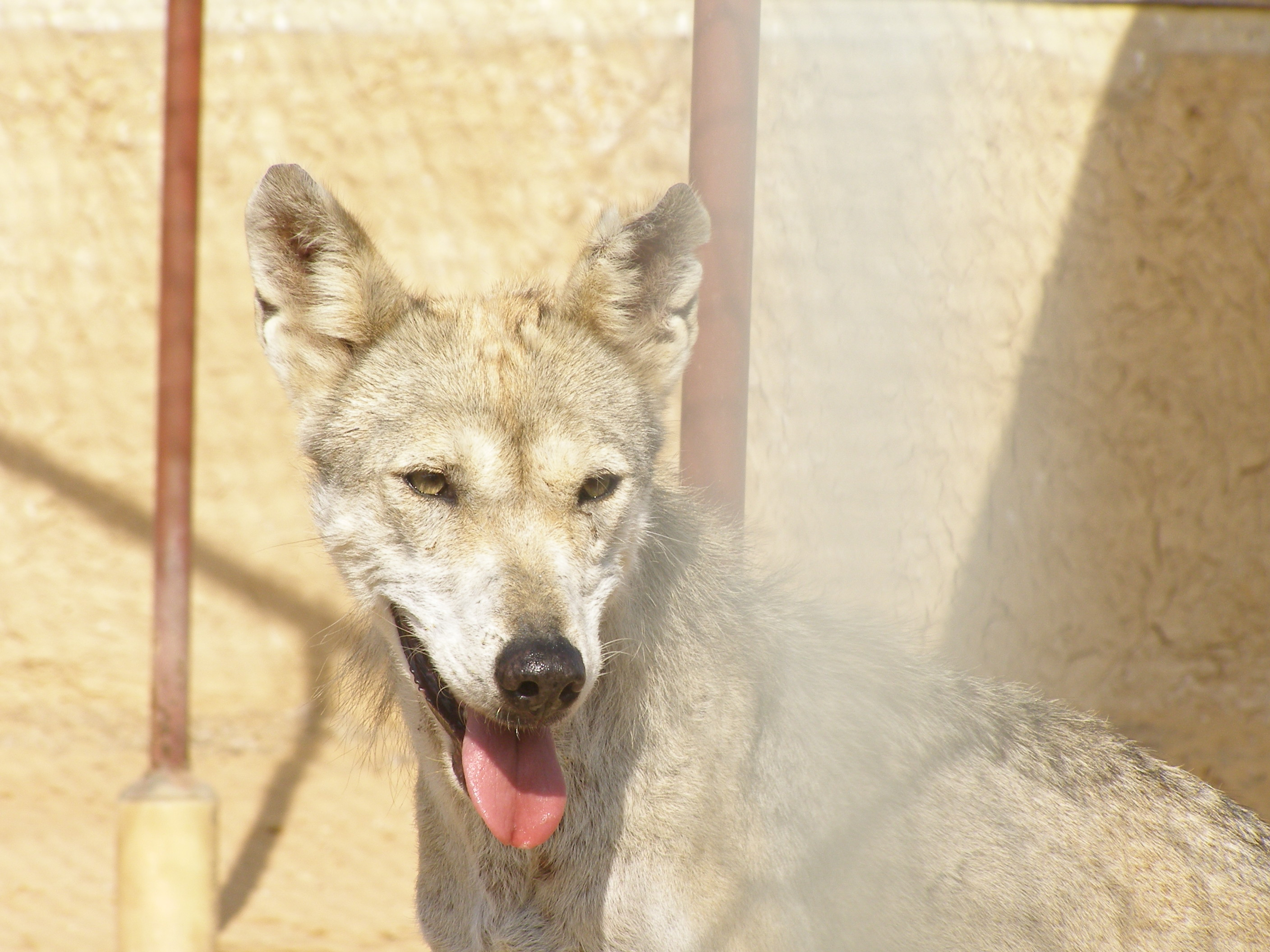
Vlk arabský

## Biologie
Arabští vlci se obvykle nesdružují do velkých smeček. Žijí buď osamoceně, v párech nebo ve skupinách čítajících tři až čtyři zvířata. Do větších smeček se sdružují jen, když je dostatek potravy. Největší zaznamenaná skupina čítala 17 jedinců. Jsou zvláštní tím, že vyjí jen zcela výjimečně. Jsou výrazně teritoriální jen v období, kdy vychovávají mláďata. To si rodičovský pár nárokuje území o velikosti 11 až 33 km2. Nedokáží přežít delší období bez příjmu tekutin (na rozdíl od mnoha jiných pouštních zvířat), proto nezacházejí příliš daleko do vyprahlých pouštních oblastí bez zdrojů vody. Jsou aktivní především za soumraku a v noci. Během dne zůstávají v úkrytech, které jim poskytují stín. Hloubí si poměrně hluboká doupata, v nichž přečkávají nejteplejší části dne.

### Potrava
Vlk arabský loví většinou sám a v noci. Jeho kořistí se stávají malá a středně velká zvířata, jako jsou hlodavci, zajíci, lišky, menší antilopy a gazely (gazela dorkas, Gazella marica, gazela arabská, gazela obecná), divoké druhy koz (například kozorožec horský), plazi, ptáci a hmyz. Živí se také mršinami, v některých částech výskytu může jít o hlavní část jeho potravy. Jídelníček doplňuje ovocem a rostlinami. V některých oblastech, například v jižním Izraeli, tvoří významnou část potravy odpadky.
Útočí též na hospodářská zvířata, může napadnout jakékoliv domácí zvíře až do velikosti kozy. V důsledku toho ho zemědělci bez váhání střílejí, tráví jedem nebo chytají do pastí.

### Rozmnožování, vývoj
Rozmnožování probíhá mezi říjnem a prosincem. Březost trvá 63 až 65 dní, následně samice porodí obvykle 2 až 3 mláďata. Někdy to může být i více a zaznamenaný rekord je 12 vlčat. Mláďata se rodí slepá a jsou matkou kojena 6 až 8 týdnů. Pak přecházejí na tuhou stravu, což je zpočátku rodiči natrávené a vyvržené maso ulovených zvířat. Pohlavně dospělí se mladí jedinci stávají přibližně ve dvou letech. Délka života se pohybuje okolo 10 let.

## Populace

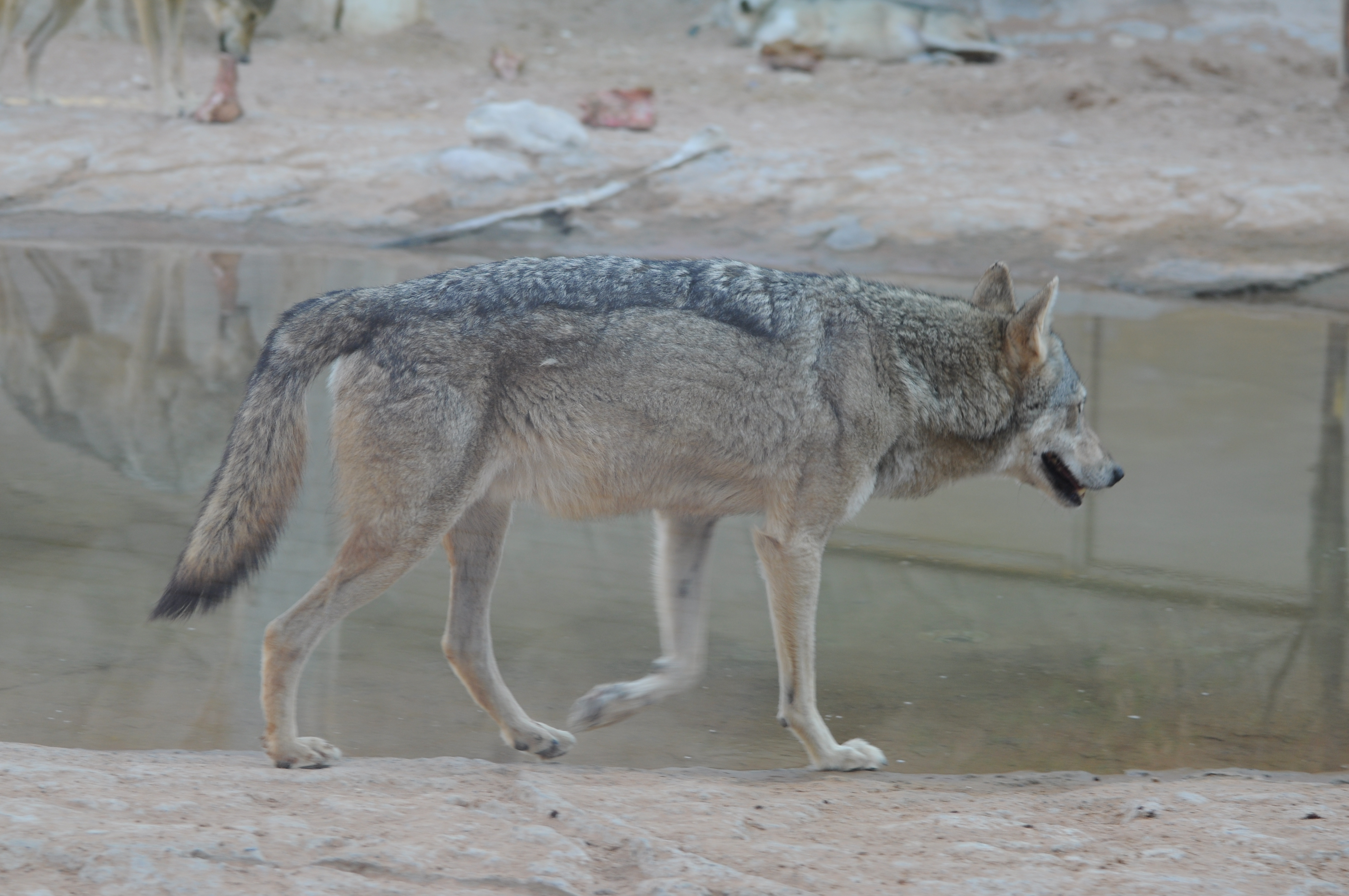
Vlk arabský v Al Ain Zoo

Obecně platí, že populace vlků je vysoká tam, kde je nízká hustota lidského osídlení. V Ománu se populace vlků výrazně zvýšila od té doby, co byl zakázán jejich lov. Je velmi pravděpodobné, že se výskyt na určitých místech regionu v blízké budoucnosti přirozeně obnoví. V Izraeli žije asi 100 až 150 arabských vlků v Negevské poušti a v Aravském údolí. V Jordánsku žije asi 200 jedinců. V Saúdské Arábii se vyskytuje několik stovek vlků, odhady z přelomu tisíciletí hovořily o 500 až 700 kusech. Celková populace dosahuje zřejmě 1000 až 2000 zvířat.

## Hrozby, ochrana
Tento poddruh vlka má neoficiální status (samostatně není hodnocen IUCN) kriticky ohrožený. Hlavní hrozbou pro něj je konflikt s lidmi, kteří šelmy tradičně a dlouhodobě považují za škůdce a snaží se je všemi možnými způsoby zabíjet. Dalším problémem je křížení s potulnými domácími psy. Předpokládá se, že hybridi psů a vlků jsou hůře adaptovaní na pouštní život a mohou vykazovat agresivnější chování vůči dobytku. Ztráta biotopu může být rovněž příčinou úbytku vlčí populace. V Ománu trpí vlci vzteklinou.
V Ománu, Izraeli a některých oblastech Saúdské Arábie je vlk arabský chráněn. V Egyptě a Spojených arabských emirátech existuje chovný program.

## Vlk v kultuře
Vlk je často zmiňován v Bibli jako nepřítel, symbol zrady a dravosti a krvežíznivosti (Sírachovec 13:17 – Jak může být vlk ve spolku s beránkem?, Matouš 7:15 – Střezte se lživých proroků, kteří k vám přicházejí v rouchu ovčím, ale uvnitř jsou draví vlci.). Pokolení Benjamín, vzhledem ke svému bojovnému charakteru, bylo často přirovnáváno k vlku.